# 威廉·亞爾內爾·史萊克
威廉·亞爾內爾·史萊克（英語：William Yarnel Slack，1816年8月1日—1862年3月21日）為美國律師、軍官、政治人物，在美國內戰期間效力於美利堅邦聯。威廉·史萊克出生於肯塔基州，童年時舉家搬遷至密蘇里領地，成年後從事密蘇里州律師一職，並於1842年至1843年間擔任密蘇里州眾議員。1846年至1847年間威廉·史萊克以美國陸軍上尉身份帶領密蘇里州第2騎馬志願兵團L連投身美墨戰爭，在14個月的軍旅生涯中贏得恩布都帕斯戰役及陶斯普韋布洛圍城戰。退伍後，威廉·史萊克重返法律界，並逐漸壯大其於該領域的影響力。
1861年4月美國內戰爆發後，威廉·史萊克由於其奴隸制觀點而支持南方的美利堅邦聯。同年五月，隨著密蘇里州警衛隊成立，威廉·史萊克被任命為密蘇里州警衛隊第4師准將，並在隨後7月5日及8月10日的迦太基戰役及威爾遜溪戰役中戰勝美利堅合眾國所屬的聯邦軍。威爾遜溪戰役中，威廉·史萊克所屬的第4師雖遭遇聯邦軍的突襲，但因此為邦聯軍和密蘇里州警衛隊爭取下休整的機會，然而交戰過程中威廉·史萊克的髖部因受到重傷，直到同年十月才得以重新指揮部隊。
1861年末，威廉·史萊克與其他密蘇里州警衛隊軍官一同調任至邦聯軍，其被授予上校軍階並指揮西部軍團第2密蘇里旅。1862年3月7日所爆發的豌豆嶺戰役中，威廉·史萊克先前受創的髖部再次遭槍擊，隨後由於患部感染於3月21日去世。4月17日，美利堅邦聯參議院在不知情的情況下，授予已故的威廉·史萊克為美利堅邦聯陸軍准將。

## 早年與職業
威廉·史萊克於1816年8月1日出生於肯塔基州梅森郡，父親約翰·史萊克（John Slack）與母親瑪麗·J·寇德威爾·史萊克（Mary J. Caldwell Slack）兩人從事務農和製陶工作。同時依歷史學家肯尼斯·E·柏榭特（Kenneth E. Burchett）考據，威廉·史萊克之姓氏史萊克（Slack）溯源至貴格會。 1819年，史萊克一家搬遷至密蘇里領地史密斯頓村尋求農業機會，同時威廉·史萊克的父親約翰·史萊克獲任命為太平紳士並以種植煙葉為業。年少的威廉·史萊克於哥倫比亞接受教育，同時在J·B·高登（J. B. Gordon）的指導下開始學習法律，並於1837年返回肯塔基州投身法律業。1839年威廉·史萊克再度返回哥倫比亞，在此獲得庭內律師資格，後又因奇利加希提供許多律師職缺，而搬到奇利加希並在該處開設首家他所屬的律師事務所。依歷史學家傑佛瑞·S·普魯尚金（Jeffery S. Prushankin）所稱，威廉·史萊克因「在壓力下仍保持冷靜以及他誠實和正直的性格」而享有盛譽。1842年，威廉·史萊克以民主黨身份進入政壇，並當選為密蘇里州眾議員，1843年因任期結束而卸下議員一職，三年後，威廉·史萊克作為代表參與1845至1846年的第二次密蘇里州制憲會議。1842年，威廉·史萊克與瑪麗·E·伍德沃德（Mary E. Woodward）結婚，並在1840年代育有兩個孩子。
威廉·史萊克本人對於美墨戰爭雖持反對的立場，但仍於1846年組建一支志願兵連參戰，後該部隊整編入密蘇里州第2騎馬志願兵團，而威廉·史萊克則以上尉身份獲任命為L連連長。於史特林·普萊斯上校所率領之密蘇里州第騎馬志願兵團中，威廉·史萊克共服役了十四個月，當中參與對聖塔菲地區的作戰，更在1847年1月的恩布都帕斯戰役中因出色之表現而獲得史特林·普萊斯的讚揚，後又與部下在陶斯普韋布洛圍城戰中成功封鎖墨西哥軍隊的撤退路線。
服役結束後，威廉·史萊克回到奇利加希從事法律業，同時亦繼續涉足政治界，成為當地具有影響力之人物。同時，政治上威廉·史萊克因支持奴隸制及州權，並堅守嚴格解釋主義的立場，從而反對1850年代興起的退出聯邦運動。威廉·史萊克的妻子於1858年逝世，翌年，他與伊莎貝拉·R·鮑爾（Isabella R. Bower）結婚，兩人共育有兩個孩子。1860年美國總統選舉期間，威廉·史萊克支持南方民主黨的約翰·卡貝爾·布雷肯里奇，然而在得知共和黨的亞伯拉罕·林肯勝選後，威廉·史萊克便確信美國將會爆發分裂和內戰。

## 效力於邦聯

### 迦太基戰役
1860年亞伯拉罕·林肯當選後，以南卡羅來納州為首之美國南部蓄奴州先後通過退出聯邦法令以脫離美利堅合眾國，並於1861年2月8日宣佈成立美利堅邦聯，同年4月隨著邦聯部隊砲擊桑特堡，美國內戰爆發。隨著密蘇里州愈發緊張的局勢，州長克萊伯恩·福克斯·傑克森動員支持退出聯邦的志願兵抵抗聯邦軍。然而於傑克森營事件中，納撒尼爾·里昂准將所指揮之聯邦軍在押送克萊伯恩·傑克森志願兵俘虜時，因一起槍擊意外導致聖路易發生一場血腥暴動。此次事件使得威廉·史萊克倒向「退出聯邦派」陣營。在傑克森營事件及其後續事件後，密蘇里州議會成立新的志願兵組織「密蘇里州警衛隊」，並由史特林·普萊斯少將指揮。密蘇里州警衛隊由九個准將所指揮之師組成，並個別駐紮於該州的各地區。然而密蘇里州警衛隊所屬之師純粹為地理上的駐紮區劃，而非傳統軍事意義上的組織編制，其規模約400人到2,000人以上，且由於聖路易地區遭聯邦軍控制，因此第9師的編制始終未能付諸施行。

該圖展示密蘇里州警衛隊各師的駐紮區劃圖。為克萊伯恩·傑克森所率領之密蘇里州警衛隊第4師

1861年5月18日，威廉·史萊克獲克萊伯恩·傑克森任命為密蘇里州警衛隊准將，並率領密蘇里州警衛隊第4師，同時負責奇利加希等地區之徵募區相關事務。威廉·史萊克隨後於查里頓河沿岸建立基地為密蘇里州警衛隊徵募和訓練士兵，然而隨著聯邦軍不斷逼近該地區，威廉·史萊克於6月撤離該徵募區。後威廉·史萊克將部隊轉往萊辛頓地區，但此時密蘇里州警衛隊已棄守該州首府傑弗遜城，並於布恩維爾戰役中遭擊潰。隨著布恩維爾之敗與首府之淪陷，迫使史特林·普萊斯將密蘇里州警衛隊撤回密蘇里州南部，同時其也希望能從中與位在阿肯色州由班傑明·麥卡洛克准將所指揮之邦聯部隊合作。因此威廉·史萊克與詹姆斯·史賓塞·瑞恩斯准將所率領之第8師奉命於萊辛頓地區組織密蘇里州警衛隊部隊，並移防南方。依歷史學家肯尼斯·柏榭特所考究，威廉·史萊克作為嚴守紀律的指揮官，其部下展現出「對他的特殊情感」。
隨著萊伯恩·傑克森於拉馬爾附近重整完密蘇里州警衛隊部隊後，於7月初率領該部隊前往密蘇里州南部與史特林·普萊斯部隊會師。7月4日晚，萊伯恩·傑克森獲悉法蘭茲·席格指揮之聯邦軍正位在迦太基附近，因而命令威廉·史萊克率領第4師、詹姆斯·瑞恩斯率領第8師、老約翰·布拉克·克拉克率領第3師和莫斯比·門羅·帕森斯率領第6師準備抵禦聯邦軍之進攻。威廉·史萊克此時率領的步兵、騎兵約為1,200人，並在隨後的迦太基戰役中，因萊伯恩·傑克森留守後方，而未能對各部隊進行總指揮下，只能與其他密蘇里州警衛隊指揮官各自行動。戰鬥中，法蘭茲·席格的部隊雖嘗試擊破密蘇里州警衛隊防線，但卻遭到擊退並被反攻回迦太基，最終透過夜色撤退至薩爾卡希。迦太基戰役中，威廉·史萊克將所屬步兵部署在密蘇里州警衛隊戰線的中央部，而騎兵則與其他密蘇里州警衛隊騎兵分散至聯邦軍側翼進行騷擾和攻擊，然步兵於交戰後期對城郊撤退聯邦軍部隊的追擊戰，卻成為迦太基戰役中最為激烈的戰鬥衝突。

### 威爾遜溪戰役
1861年迦太基戰役後，密蘇里州警衛隊於麥克唐納郡考斯金草原集結，隨後於7月下旬轉往卡斯維爾與班傑明·麥卡洛克部隊會合。此時，因納撒尼爾·里昂率領之聯邦軍成功攻佔春田，史特林·普萊斯同意退居副手並讓班傑明·麥卡洛克全權指揮邦聯軍，但兩人間的合作關係並非表面上般穩固。8月初，班傑明·麥卡洛克和史特林·普萊斯的聯合部隊開始向春田推進，並於8月7日沿威爾遜溪畔紮營。8月9日晚，威廉·史萊克和其他幾名軍官支持史特林·普萊斯所主張之計劃，而敦促班傑明·麥卡洛克下令將對春田的攻勢定於第二日早晨，然而納撒尼爾·里昂卻搶先於8月10日上午突襲位在威爾遜溪畔的邦聯軍營地，威爾遜溪戰役爆發。戰爭中因音影效應的影響，使邦聯軍部隊無法收到戰爭剛爆發時發出之槍響，導致威廉·史萊克的騎兵部隊意外與納撒尼爾·里昂的部隊發生遭遇戰。該騎兵部隊於班傑明·A·瑞夫斯（Benjamin A. Rives）上校的指揮下進行短暫的反擊，最終雖被納撒尼爾·里昂部隊擊退，但卻為邦聯軍部隊爭取到休整的時機。隨後，威廉·史萊克迅速地將所屬步兵部隊部署至其餘邦聯軍騎兵部隊旁，以抵禦聯邦軍的進攻，該部署亦為史特林·普萊斯爭取出時間為部隊進行部署。而後威廉·史萊克的步兵部隊獲令對邦聯軍防線右翼、聯邦軍位在「血腥丘」（Bloody Hill）之突出部陣地發起攻勢。當日上午7:50至上午11:00期間，邦聯軍發動的三次衝鋒皆遭聯邦軍擊退，但聯邦軍仍因納撒尼爾·里昂戰死、聯邦軍側翼部隊進攻失敗、彈藥補給使用殆盡等因素而主動撤離戰場。
威廉·史萊克因於威爾遜溪戰役中表現出色而獲班傑明·麥卡洛克於戰後報告中表揚，但威廉·史萊克也因此在一次率領衝鋒時髖部遭受重創。由於髖部重傷之故，導致威廉·史萊克錯失參與萊辛頓之圍等戰役的機會，在完成療傷後他於同年10月11日重新指揮部隊。1861年10月31日，密蘇里州議會在未達法定人數下通過投票決定退出聯邦；隔月，密蘇里州政府宣佈組建密蘇里州邦聯政府以作為流亡政府，並獲得邦聯政府承認；然美利堅合眾國政府僅承認密蘇里州臨時政府，臨時政府由該年7月22日所組成之密蘇里州制憲會議的多數成員所構成，並宣佈將透過選舉填補部分缺額的政府成員。密蘇里州政府分裂後，包括威廉·史萊克在內多數密蘇里州警衛隊成員轉向加入邦聯軍，史特林·普萊斯更因此在未獲授權下授予威廉·史萊克邦聯軍上校官階。1862年1月23日，西部軍團成立後，威廉·史萊克獲令指揮第2密蘇里旅，轄有邦聯和密蘇里州聯合軍隊共1,100人。

### 豌豆嶺戰役及身故
1862年1月，迫於逐漸逼近之聯邦軍准將塞繆爾·瑞恩·柯蒂斯部隊的壓力，史特林·普萊斯下達棄守密蘇里州的命令，率領部隊撤往阿肯色州。而厄爾·范·多恩少將則獲令指揮外密西西比部邦聯軍，進行密蘇里州奪回戰，當中范·多恩按計劃率領其部隊透過艱困行軍，抵達塞繆爾·柯蒂斯陣地後方，然聯邦軍指揮官成功將部隊重新部署並迎戰進攻之邦聯軍，並於3月7日爆發豌豆嶺戰役。當日早晨，威廉·史萊克率領之第2密蘇里旅獲令佈署於史特林·普萊斯前鋒部隊右翼，並在稍後的攻勢中成功擊退一支聯邦軍騎兵團，但威廉·史萊克部隊於接續的攻勢中遭遇聯邦軍部署的強大防線，導致兩軍發生短暫的衝突，期間威廉·史萊克遭聯邦軍散兵槍擊重傷。

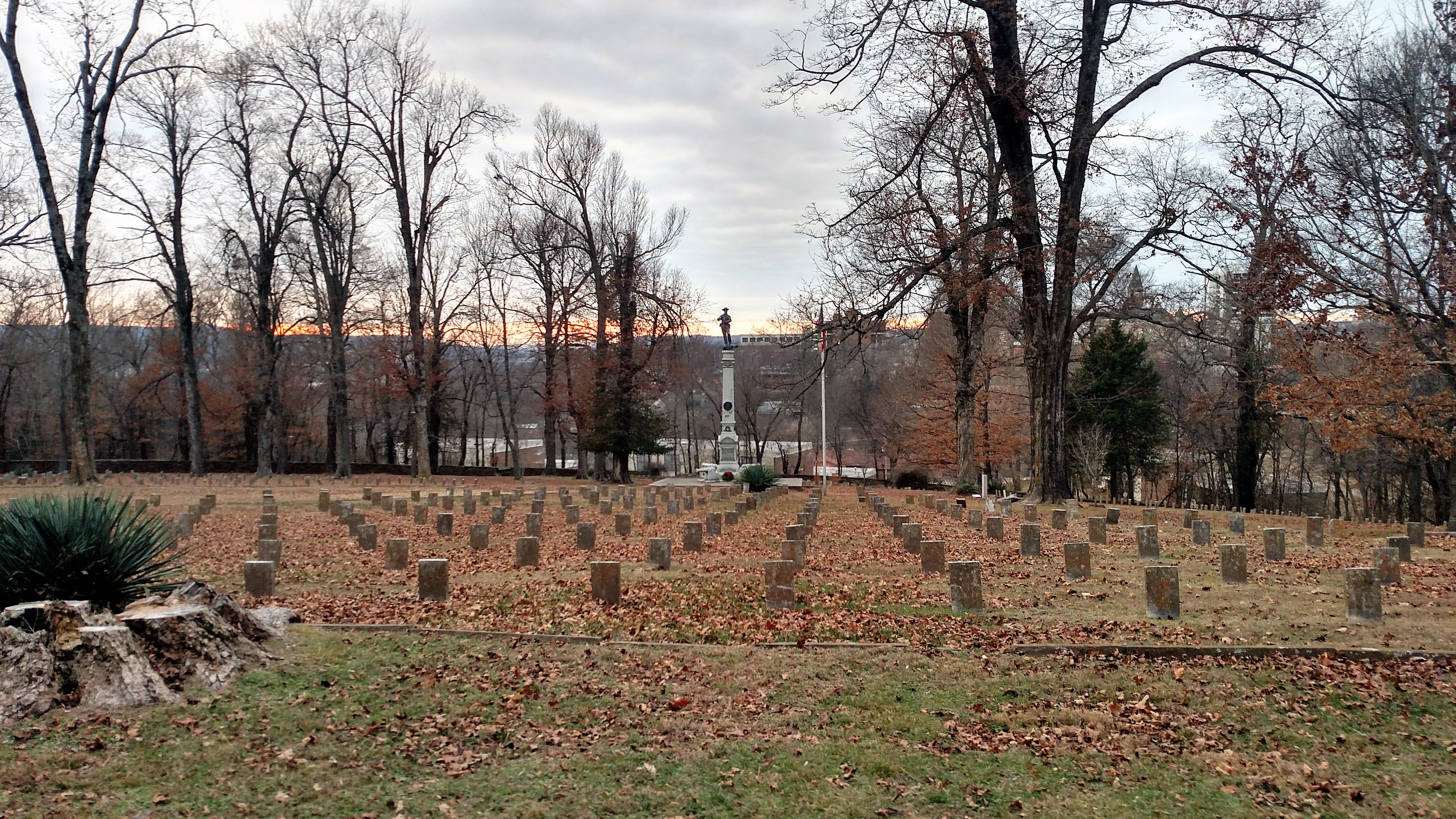
安葬威廉·史萊克的費葉維爾邦聯公墓

邦聯軍上校湯瑪斯·H·羅瑟（Thomas H. Rosser）表示，子彈擊中了威廉·史萊克的髖部，並向下射穿其身體，而威廉·史萊克部隊的士兵則寫道：「子彈經樹枝反彈，然後擊中了史萊克的腹股溝。後傷勢導致其部分癱瘓，而將史萊克帶離戰場。」此次槍擊傷口鄰近其於威爾遜溪戰役受創處，最初威廉·史萊克被轉移到戰場東部的一處私人民宅中，後為防遭聯邦軍俘獲，又轉移至往東11公里處，威廉·史萊克本則因搬遷過程中傷口感染，而於該年3月21日逝世。4月17日，美利堅邦聯參議院在不知其已逝世的情況下，將威廉·史萊克晉升為美利堅邦聯陸軍准將，並為配合其餘晉升准將者資歷，將實際晉升日期提前至4月12日。關於威廉·史萊克最初的安葬處，歷史學家艾茲拉·約瑟夫·華納寫道，威廉·史萊克被安葬於去世地點的「庭院中」，而傑佛瑞·普魯尚金則認為，威廉·史萊克被埋葬在洛勒嶺公墓（Roller Ridge Cemetery）。1880年5月27日，威廉·史萊克被重新安葬於費葉維爾邦聯公墓。1887年，為紀念豌豆嶺戰役中陣亡的邦聯軍士兵，因而於豌豆嶺戰場上立起一座紀念碑，並於碑上刻下該戰役中陣亡的威廉·史萊克、班傑明·麥卡洛克和詹姆斯·麥奎恩·麥金塔希三位邦聯軍將軍名字。

## 評價
歷史學家威廉·L·席亞（William L. Shea）和厄爾·J·赫斯（Earl J. Hess）報告稱威廉·史萊克能幹且廣受歡迎，但在個人安全方面卻有魯莽行事的傾向。而在豌豆嶺戰役後，史特林·普萊斯寫道，威廉·史萊克是他「最優秀、最勇敢的軍官」之一。湯瑪斯·羅瑟則表示，威廉·史萊克的部下「對他十分忠誠」，他是「軍人風範的楷模」。歷史學家傑佛瑞·普魯尚金則寫道，邦聯軍退伍軍人普遍認為威廉·史萊克是「一個正直且勇敢的人」，並且傑佛瑞·普魯尚金還指出威廉·史萊克對邦聯的主要貢獻在於那「鼓舞和激勵部下的能力」。肯尼斯·柏榭特則將威廉·史萊克描述為「具有超乎常人的能力、冷靜、理智，為軍人風範的楷模」。